# 臭化フェニルマグネシウム
臭化フェニルマグネシウム（英：Phenylmagnesium bromide）は、化学式C6H5MgBrで表される、マグネシウムを含む有機金属化合物である。ジエチルエーテルかテトラヒドロフラン (THF) の溶液として販売されている。臭化フェニルマグネシウムはグリニャール試薬で、フェニルアニオン"Ph−"のシントン（合成等価体）として用いられる。

## 調製

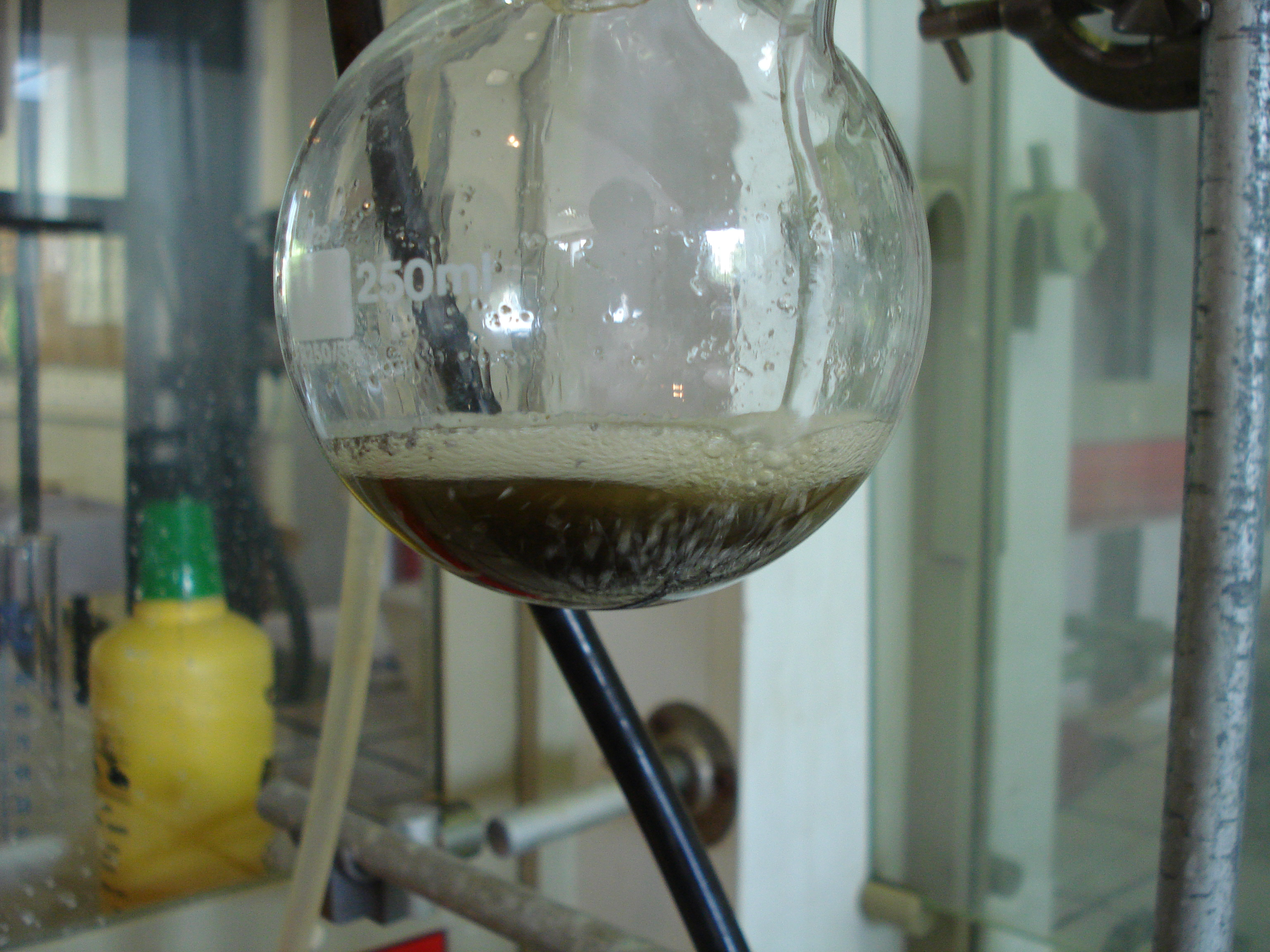
臭化フェニルマグネシウムは、ブロモベンゼンと金属マグネシウムを反応させると得られる。

臭化フェニルマグネシウムは、ジエチルエーテルかTHFの溶液として販売されている。実験室で合成するには、ブロモベンゼンと金属マグネシウムを攪拌しながら反応させる。反応を開始するためにヨウ素を少量加える場合もある。
マグネシウム(II)イオンを中心金属とする安定な錯体を作るには、エーテルやTHFなどの溶媒を配位させることが必要である。溶媒はアルコールや水などに含まれる酸性プロトンが臭化フェニルマグネシウムとすみやかに反応してベンゼンを与えるため、非プロトン性溶媒でなければならない。また、アセトンや酢酸エチルなどカルボニル基を含む溶媒も使用できない。

## 構造
臭化フェニルマグネシウムはC6H5MgBrと表記されることが多いが、実際の分子はもっと複雑である。この分子には、必ずエーテルもしくはTHF（溶媒）由来のOR2付加物が配位子として結合している。したがって、Mgは四面体型になり、オクテット則に従う。Mg原子-O原子の結合距離は201 pmから206 pmであるが、Mg原子–C原子およびMg原子–Br原子の結合距離は、それぞれ220 pmと244 pmである。

## 反応性
臭化フェニルマグネシウムは強い求核剤であり、強い塩基である。それゆえに相方の酸が弱くてもそのプロトンを引き抜くため、この反応を行う際に反応させたくない官能基は保護しておく必要がある。また、ケトンやアルデヒドなどカルボニルにも求核付加する。二酸化炭素と反応させると、酸処理を経て安息香酸が得られる。